# Entremont (huyện)
Huyện Entremont (tiếng Pháp: District du Entremont, tiếng Đức: Bezirk Entremont) là một huyện hành chính của Thụy Sĩ. Huyện này thuộc bang Bang Valais. Huyện Entremont có diện tích 633 km², dân số theo thống kê của cục thống kê Thụy Sĩ năm 1999 là 12016 người. Trung tâm của huyện đóng ở Bagnes. Mã của huyện là 2303.